# Cerebella andropogonis
Cerebella andropogonis är en svampart som beskrevs av Ces. 1851. Cerebella andropogonis ingår i släktet Cerebella och familjen Pleosporaceae.   Inga underarter finns listade i Catalogue of Life.